# Вергер, Хейн
Хенрикюс Кунрадюс Николас (Хейн) Вергер (нидерл. Henricus Coenradus Nicolaas "Hein" Vergeer, род. 2 мая 1961, Хастрехт, Южная Голландия, Нидерланды) — нидерландский конькобежец, двукратный Чемпион мира в классическом многоборье (1985,1986), двукратный Чемпион Европы в классическом многоборье (1985,1986), чемпион Нидерландов в классическом многоборье (1986,1987), в спринтерском многоборье (1984,1985) и на дистанции 5000 метров (1987). Участник Зимних Олимпийских игр 1984 и 1988 годов.

## Спортивные результаты
| Год  | Чемпионат Нидерландов в классическом многоборье | Чемпионат Нидерландов в спринтерском многоборье | Чемпионат Нидерландов на отдельных дистанциях | Чемпионат Европы | Олимпийские игры                | Чемпионат мира в классическом многоборье | Чемпионат мира в спринтерском многоборье | Чемпионат мира среди юниоров |
| ---- | ----------------------------------------------- | ----------------------------------------------- | --------------------------------------------- | ---------------- | ------------------------------- | ---------------------------------------- | ---------------------------------------- | ---------------------------- |
| 1980 |                                                 |                                                 |                                               |                  |                                 |                                          |                                          | 12e                          |
| 1983 |                                                 | 2                                               |                                               |                  |                                 |                                          | 10e                                      |                              |
| 1984 |                                                 | 1                                               |                                               |                  | 13e 500 м 10e 1000 м 12e 1500 м |                                          | 11e                                      |                              |
| 1985 | 2                                               | 1                                               |                                               | 1                |                                 | 1                                        | 7e                                       |                              |
| 1986 | 1                                               | 2                                               |                                               | 1                |                                 | 1                                        | 16e                                      |                              |
| 1987 | 1                                               |                                                 | 1500 м · 5000 м                               | 3                |                                 | 10e                                      |                                          |                              |
| 1988 |                                                 | 3                                               | 1000 м · 1500 м                               | 5e               | 24e 500 м 15e 1000 м 27e 1500 м |                                          |                                          |                              |